# Aristoloqueno
El aristoloqueno es un sesquiterpeno bicíclico producido por algunos hongos incluyendo el moho del queso Penicillium roqueforti. Se biosintetiza a partir de pirofosfato de farnesilo por medio de una reacción catalizada por la aristoloqueno sintasa, este hidrocarburo se encuentra en la base de la síntesis de una amplia variedad de toxinas fúngicas.
La sustancia fue aislada por primera vez del hongo Penicillium roqueforti, un hongo usado para elaborar quesos azules tales como el Roquefort, Danablu, Stilton y Gorgonzola.
El aristoloqueno es un precursor de la toxina conocida como toxina PR, prooducida por Penicillium roqueforti. La toxina PR ha estado implicada en micotoxicosis como resultado de comer granos contaminados.

## Compuestos relacionadas
- Roquefortina C
- Aflatoxina
- Patulina